# Jean Wallet
Pour les articles homonymes, voir Wallet.
Jean Wallet (1930-2012) est un organiste, improvisateur et professeur d'orgue français.

## Biographie
Jean Wallet commence ses études musicales au conservatoire de Nice en 1945 où il apprend le piano, le violon et l’harmonie.
C’est en 1949 qu’il commence l’apprentissage de l’orgue à l’Institut des jeunes aveugles de Paris sous la direction du maître André Marchal. Il obtient son premier prix en 1963 au Conservatoire de Paris.
Nommé titulaire des grandes orgues de la cathédrale Sainte-Réparate de Nice en 1964, il y restera quarante ans et recevra le titre de chevalier de Saint-Grégoire.
C’est également en 1964 qu’il devient professeur d’orgue (classe adultes) et d’improvisation au CNR de Nice, poste qu’il occupe jusqu’en 1998.
Il enseigne jusqu'en 2012 chaque été à la session des organistes liturgiques d’Annecy et au stage national d'orgue liturgique de Montbrison.
Jean Wallet meurt le 17 septembre 2012 à Nice,.

## Discographie
- Dix journées de l'Orgue Corse Jean Wallet joue sur l'Orgue de Cagnano (vinyle - Réf. 21038 Productions Kalliste)
- Jean Sebastien Bach interprété par Jean Wallet sur l'Orgue de Notre-Dame des Blancs-Manteaux (Vinyle - Réf. 13175)
- Œuvres pour Orgue Jean Wallet et Pascal Sabot à l'orgue Henri Saby de l'Église de Dunières (AC01)
- Œuvres pour Orgue à l'orgue de l'Église Saint-Pierre des Carmes (Le Puy-en-Velay) (JMW01) - 2000
- Musique d'Orgue à la collégiale de Montbrison Vol.1 (JMW02) - 2001
- Musique d'Orgue à la cathédrale de Fréjus (JMW03) - 2001
- Musique d'Orgue - Jean Wallet joue sur son orgue à l'église Saint-Pierre des Carmes au Puy-en-Velay (JMW04) - 2002
- Musique d'Orgue à la cathédrale d'Annecy (JMW05) - 2004
- Musique d'Orgue à la collégiale de Montbrison Vol.2 (JMW06) - 2005
- Musique d'Orgue à la cathédrale Notre-Dame du Puy (JMW07) - 2005
- Musique d'Orgue à la cathédrale d'Ajaccio (JMW08) - 2006
- Musique d'Orgue à l'église Saint-Pierre de Manigod (JMW09) - 2008
- Jean Wallet joue sur son orgue Allen - 2009
- Jean Wallet joue sur son orgue Allen à Lyon - 2010
- Jean Wallet joue sur son orgue Allen (enregistrement offert gracieusement par Franck Lhermet) - 2011